# 男の一枚 レッド・カード
『男の一枚 レッド・カード』（おとこのいちまい レッド・カード）は、島本和彦による日本の漫画作品。『月刊少年エース』（角川書店）の1997年7月号から1999年5月号まで連載された。
『逆境ナイン』や『無謀キャプテン』と同じ全力学園（私立全力学園高等学校）を舞台としている。ある事情から全力学園に進学することになった少年がもともと進学を志望していた名門校から次々に送り込まれる刺客との間で抗争を繰り広げるバトルサッカー漫画。単行本は全4巻。単行本第2巻の巻末には声優の宮村優子からの推薦文が寄せられた。

## ストーリー
中学生の赤井剣はサッカーの優れた資質を持ち、強豪の帝国学園高校への進学を夢見ている。そんなある日、彼の前に全力学園高校のキャプテン・姿誠が現れ「実力のあるお前が帝国に行く意味がどこにある。むしろ帝国を倒す男になれ」という言葉を突きつける。その言葉に突き動かされた赤井は帝国学園からのスカウトを断り、姿から勧誘を受けた8人の仲間と共に全力学園への入学を決意するが、入学式当日になり仲間に裏切られたことを知り、怒り狂う。思い悩む赤井はサッカーを止める覚悟で姿との一騎討ちに挑むが、父の後押しもありサッカー部へ入部する。
全力学園サッカー部は姿の下で帝国学園打倒を目指すグループと、従来通り気ままにサッカーを楽しむグループに分裂し、両者はルール無用の試合で勝負を決することになる。なぜか楽しむグループに加わることになった赤井は「帝国に行った奴らに恨みがある」と称して復讐の時を待つ打倒グループに苦戦するが、試合途中からハイパーモードを始動させ圧倒する。試合は中止となるが、部員たちは赤井や姿とともに打倒帝国を目指すことで意見が一致する。
そんな中、全力学園の前には帝国学園からの刺客・バードユニットが襲い掛かり、部員の多くは蹂躙される。かつて赤井を裏切った8人の仲間を擁するバードユニットのプレーは人間業ではないらしく、部員たちは恐怖に打ち震えていた。バードユニットとの再戦では、満身創痍の状態の赤井を欠いたまま試合に挑むが、赤井は父から施された謎のテーピング技術により復活を果たし、試合途中から投入されると、持ち前のハッタリと度胸、超人的なプレーの数々で立ち向かう。
苦戦の末にバードユニットを倒すと、そこに帝国学園サッカー部部長のナギナタが現れ、シークレットユニットとの対決を申し出る。ナギナタの弁によれば、全力学園の面々が納得するメンバーを人選しておいたのだという。全力学園の面々はこの試合を最後の勝負と捉え、おのおのが一撃必殺の復讐技を磨き決戦の日を迎える。一方、赤井は姿の指示によりスタメンからは外されていたが、シークレットユニットの正体が因縁の相手などではなく帝国学園の正規精鋭メンバーであったという秘密を知ると、覆面姿で試合に出場し、帝国への禍根を残す仲間の代わりに悪質な反則を重ねる。そのプレーぶりに「これまで復讐に囚われていたが、それに囚われず、やりかえさない自由もあった」ということに気づいた全力学園の面々は後半から同じように覆面姿で試合に登場し、一進一退の攻防の後、PK戦の末に勝利する。
赤井は守るべき大切なサッカーを汚してしまった後悔からサッカー部を退部するが、彼の前に帝国学園のナギナタが現れ同校への編入を勧められる。赤井は数多くの選手を葬り去ってしまった罪悪感や、ナギナタの理屈に押され編入を決める。月日が流れ、赤井は敵として全力学園と会いまみえることになるが、かつての仲間の笑顔を見て何かを感じ取り、「帝国学園への編入は、目標を失った赤井をもう一度羽ばたかせたいという、仲間の推薦があってのことだった」というナギナタの独白が語られて物語は終わる。

## 登場人物

### 全力学園
赤井 剣（あかい けん）
帝国学園にスカウトされることを夢見ていたが、姿に言いくるめられ、全力学園に入学する。父親の名は赤井炎で、息子以上に熱い男。
ダミーシャドウ
土煙によりボールのダミーを作り出す技。
アイアンロック
ボールに気を送り、鋼鉄のように硬くする。
ハイパーモード
頭のミサンガが切れることにより発動。
蹴り損ない
自身の意図しない所へボールが飛んでいく。赤井の場合、蹴り損なうとドライヴ回転が起きるため、それによりシュートを決めることも多い。

姿 誠（すがた まこと）
サッカー部キャプテン。熱い言葉で赤井を全力学園に入学される。
逆十字白刃流し
宙返りして相手を蹴り飛ばす技。

黒沼 深（くろぬま しん）
ゴールキーパー。姿に言いくるめられ、赤井とともにサッカーをするため、全力学園に入学する。
天王寺 光（てんのうじ ひかる）
ディフェンダー。
ダブルファイティングアタック
分身技。
エンドレス・ブリザード
タックルに行きつつ相手に膝蹴りを食らわす技。

愛 聖人（あい せいと）
ディフェンダー。
ハートヴレイク・スコーピオン
ボールとともに相手の心臓もつらぬく殺人技。

神 大磨（じん だいま）
ストッパー。
キングアーサー・フラミンゴ
フラミンゴのように片足を上げて放つシュート。

白波 夏海（しらなみ なつみ）、白波 冬海（しらなみ ふゆみ）
姉妹（姉は夏海）。夏海はミッドフィルダー。冬海はフォワード。
嵐 走馬（らん そうま）
ミッドフィルダー。
低空バイシクル
センタリングされたボールを相手もろともゴールにたたきこむ殺人技。

影山 飛龍（がけやま ひりゅう）
ミッドフィルダー。サイボーグ。
ジェット・マックス
特性シューズ。空気を吸引・噴射する。
サイレントマシンガン
マシンガンのような蹴り技。

雷鳴 大（らいめい だい）
ミッドフィルダー。
バルト三国ファンタジア
全ての体重をかけて相手を殴る技。

不屈 闘志（ふくつとうし）、堀田 戊傑（ほった ぼけつ）
『逆境ナイン』と『無謀キャプテン』の主人公。バードユニットとの戦いの審判に駆けつける。不屈は、『逆境ナイン』の設定とほぼ同じだが、堀田は『無謀キャプテン』の設定とはいくつか異なる。

### 帝国学園
ナギナタ
サッカー部部長。他校の凡庸な生徒を踏み台にして、必ず勝つように矯正するのが教育方針。全力かつ卑怯な手段を用いてまで弱者を倒すことを是としている。
姿の誘いにのったメンバー
序盤で、赤井同様、姿の誘いに一時はのるも結局は帝国に入学した。その後、バードユニットの一員となる。
メンバーは「城中の荒木」「筑波中の村上」「沖中の高杉」「結城中の山口」「神水産中の速見」「村雨中の管田」「南中の倉田」「風祭中の石川」の8人。
バードユニット
飛田翔を代表とするユニット。空中戦用の部隊。
シークレットユニット
精鋭ユニット。顔を隠し、対戦相手と因縁があるかのように振る舞う。
香森（こうもり）
サッカー部マネージャー。全力学園の偵察のため同校を訪れるが、その際になぜか逆さまにぶら下がった状態で現れる。

### その他
赤井 炎（あかい ほのお）
赤井剣の父でスポーツ店を経営。息子と同様の熱血漢。テーピングの技術に定評があるらしく、かつてその技術を買われてオリンピックに帯同した経験がある。
熱血 隼人（ねっけつ はやと）
『私立ジャスティス学園外伝』のキャラクター。道を間違えそうになった赤井を正す。

## 書誌情報
- 島本和彦 『男の一枚 レッド・カード』角川書店〈角川コミックス・エース〉、全4巻

1. 1997年12月6日発売、ISBN 4-04-713204-7
2. 1998年5月9日発売、ISBN 4-04-713220-9
3. 1999年1月1日発売、ISBN 4-04-713262-4
4. 1999年7月1日発売、ISBN 4-04-713285-3

## 関連作品
- オンセンマン - 作者の同誌での前連載作品。
- S'T-X（シマモトエックス） - 作者の同誌前月号に掲載された漫画作品。『B'T-X』のパロディ漫画。